# Гиркхаузен
Гиркхаузен (нем. Girkhausen) — поселение сельского типа в составе города Бад-Берлебург в районе Зиген-Виттгенштайн (земля Северный Рейн-Вестфалия, Германия). Населённый пункт был включён в состав Бад-Берлебурга после реформы местного самоуправления 1975 года.

## География
Поселение Гиркхаузен с населением почти 900 человек расположена примерно в 10 км к северу от Бад-Берлебурга в узкой долине Одеборна, всего в нескольких километрах к югу от вершины Калер-Астен (841,9 м над уровнем моря). Автодорогой земельного значения L 742 населённый пункт связан также с городом Винтерберг.

## История
Первое документальное упоминание об этом населённом пункте относится к 1220 году. Рыцарь Кунрадус де Герхатинкузен, член рыцарского рода Герхартинкузен, выступал в качестве свидетеля на тогдашнем судебном процессе. Однако само место, вероятно, намного старше. Название, восходящее к рыцарям, позже через множество промежуточных форм превратилось в нынешний Гиркхаузен. Исчезнувшая деревня Реппрингхаузен относилась к Гиркхаузену.
Административная реформа местного самоуправления 1975 года привела к тому, что от Гиркхаузена было отторгнуто поселение Хоэлайе и передано под юрисдикцию Винтерберга.

### Изменение численности населения
- 1961: 922 жителя, ещё 25 в Хоэлайе[2]
- 1970: 985 жителей, ещё 42 в Хоэлайе[2]
- 1974: 1022 жителя, ещё 48 в Хоэлайе[4]
- 2011: 933 жителя (без Хоэлайе)
- 2021: 861 житель[1]

## Культура и достопримечательности

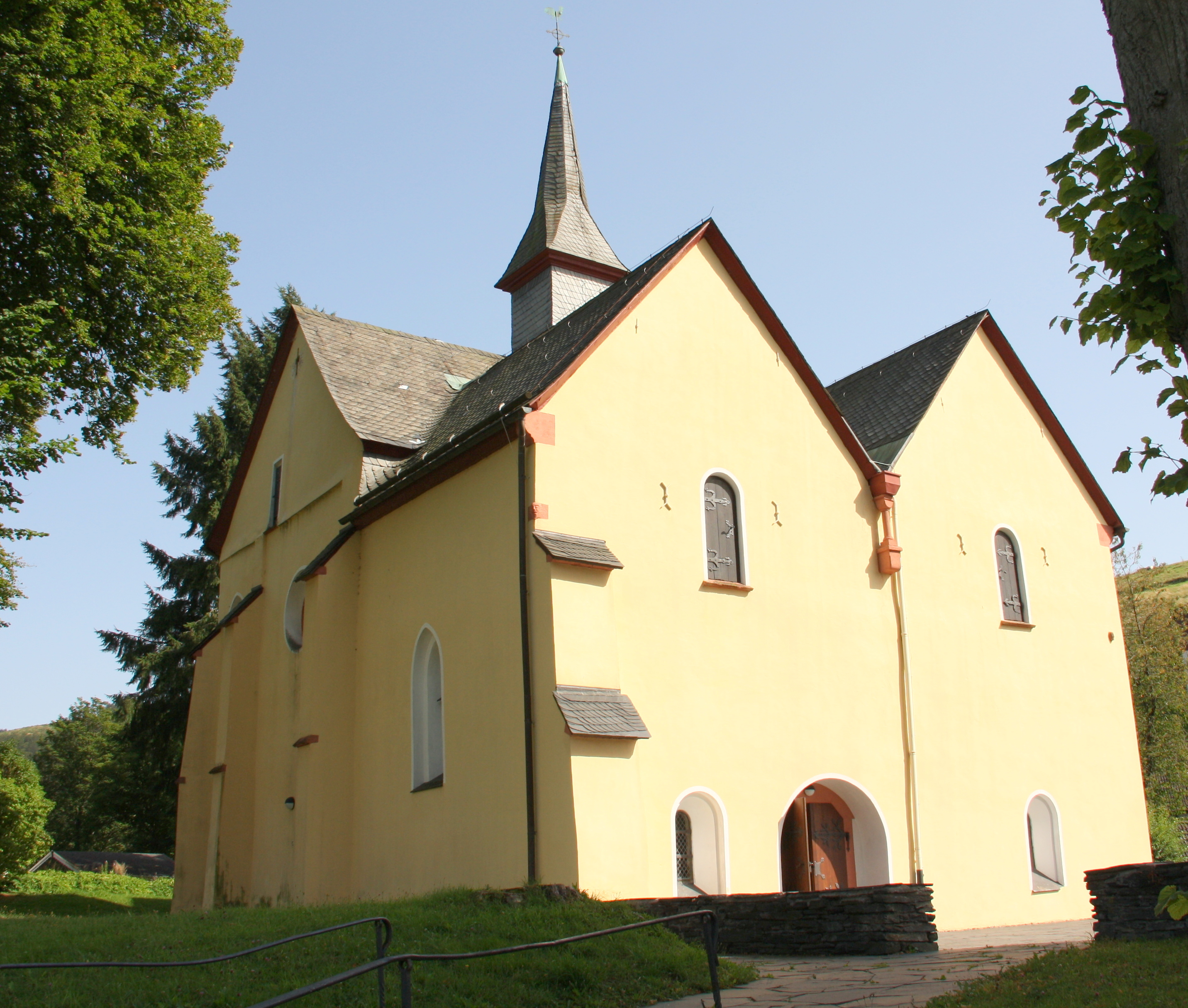
Евангелическая церковь Гиркхаузена

Бывшая паломническая католическая церковь XIII века является центром деревни, и её видно издалека. Это двухнефная и двуххоровая церковь. До Реформации это была известная церковь Святой Марии с чудотворным образом Девы Марии. Однако эта Мадонна Гиркхаузена затем бесследно исчезла. Особенностью является то, что церковная башня высотой почти 30 метров стоит изолированно от остального церковного здания с 1680 года. 
Поселковый пейзаж Гиркхаузена характеризуется многочисленными красивыми фахверковыми домами. Ещё одной достопримечательностью является Дрекойте — краеведческий и ремесленный музей в одном помещении, где до сих пор можно своими глазами увидеть старинную традицию точения деревянных чаш и вырезания деревянных ложек.

### Спорт
В Гиркхаузене до сих пор располагается старая спортивная площадка с натуральным травяным покрытием, которую использует компания VfL Girkhausen. Размеры этого квадрата отличаются от обычного стандарта, особенно по ширине, поэтому форма его довольно сильно вытянута. Из-за небольшой ширины всего около 45 метров юридически размеченная штрафная зона футбольного поля (около 40,3 метра) занимает сравнительно большое пространство. Поскольку боковые полосы по углам очень узкие, неспортивные действия при защите атак с флангов приводят к относительно большому количеству пенальти во время игр, проводимых там.
В поселении развиты зимние виды спорта и работает лыжный клуб.

## Личности
- Иоганн Генрих Шрамм (1676-1753) — немецкий евангелический теолог
- Герхард Диккель (1938-2003) — немецкий церковный музыкальный директор, кантор, органист и профессор музыки

## Галерея

Гиркхаузен в 1958 году
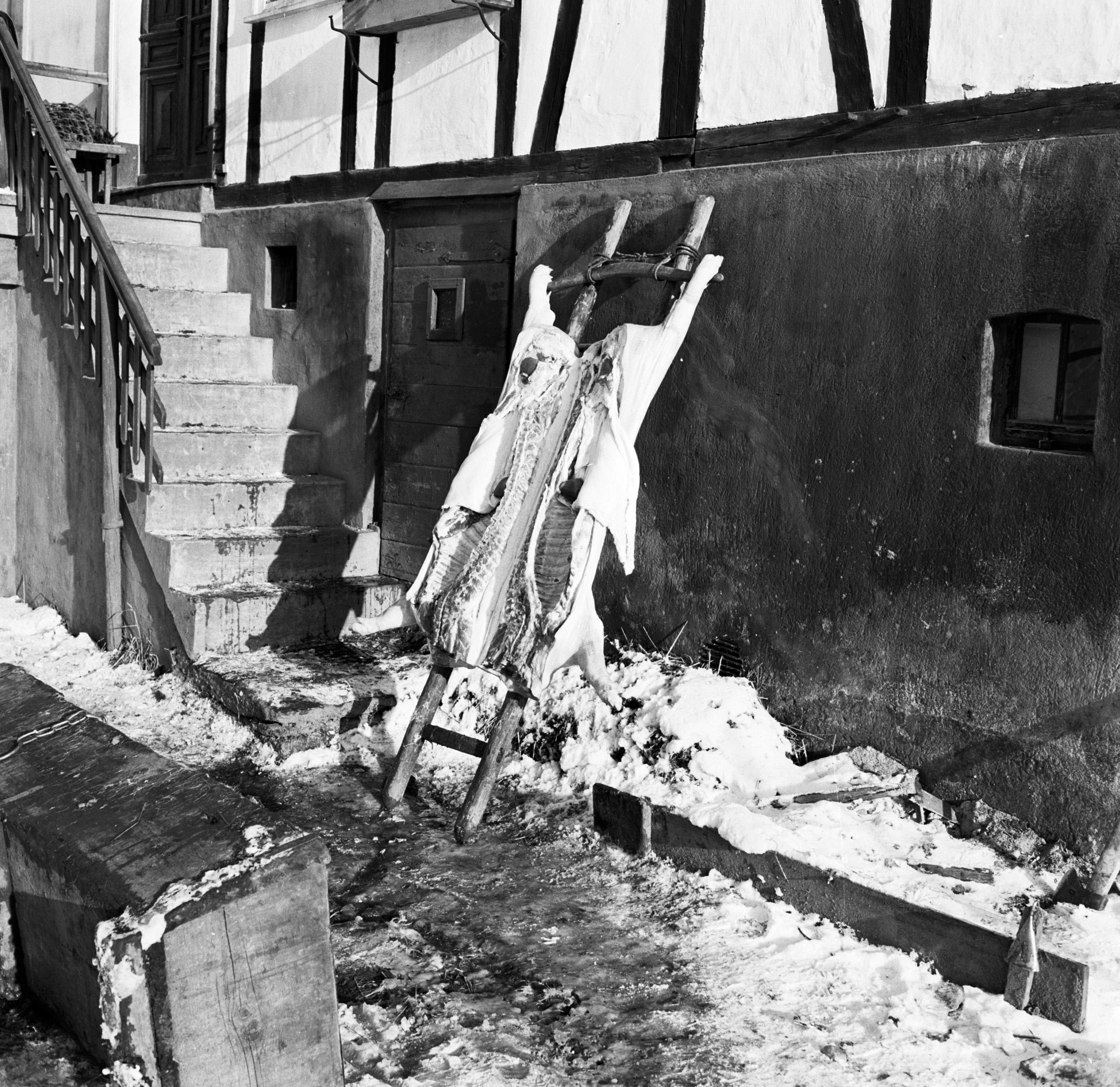
Подвешенная у дверей дома разрубленная свинья
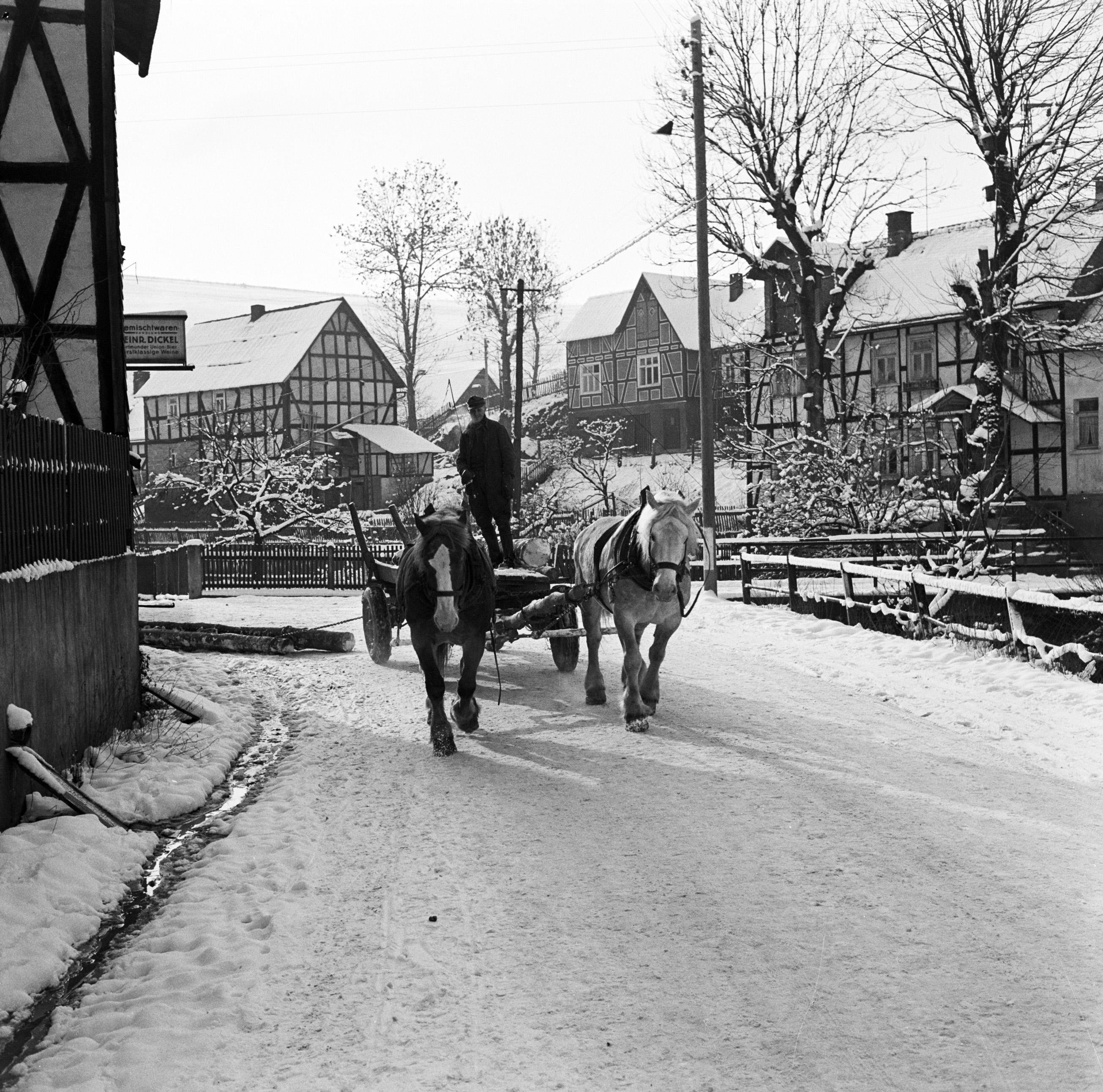
Деревенская улица
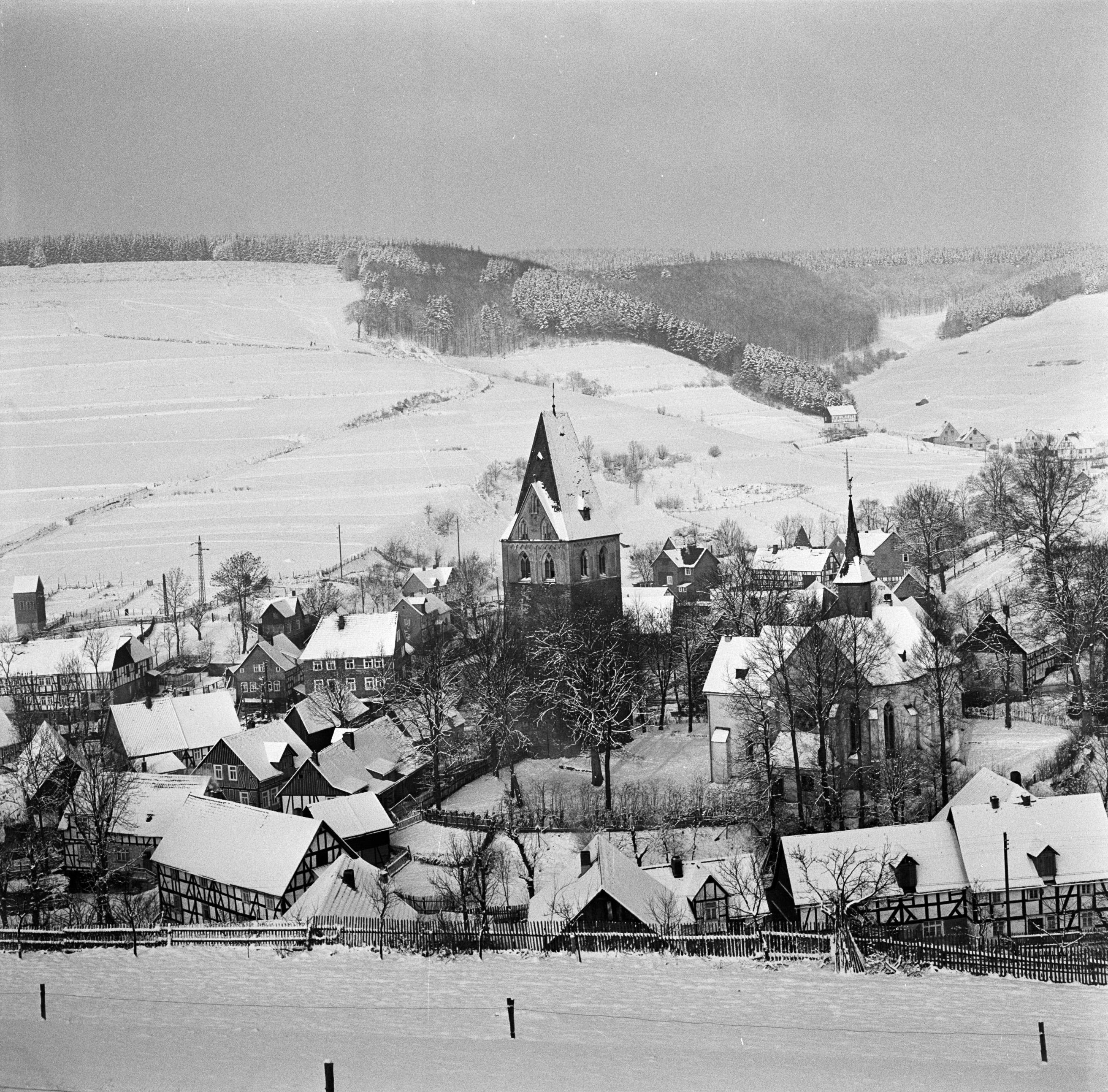
Зимний Гиркхаузен
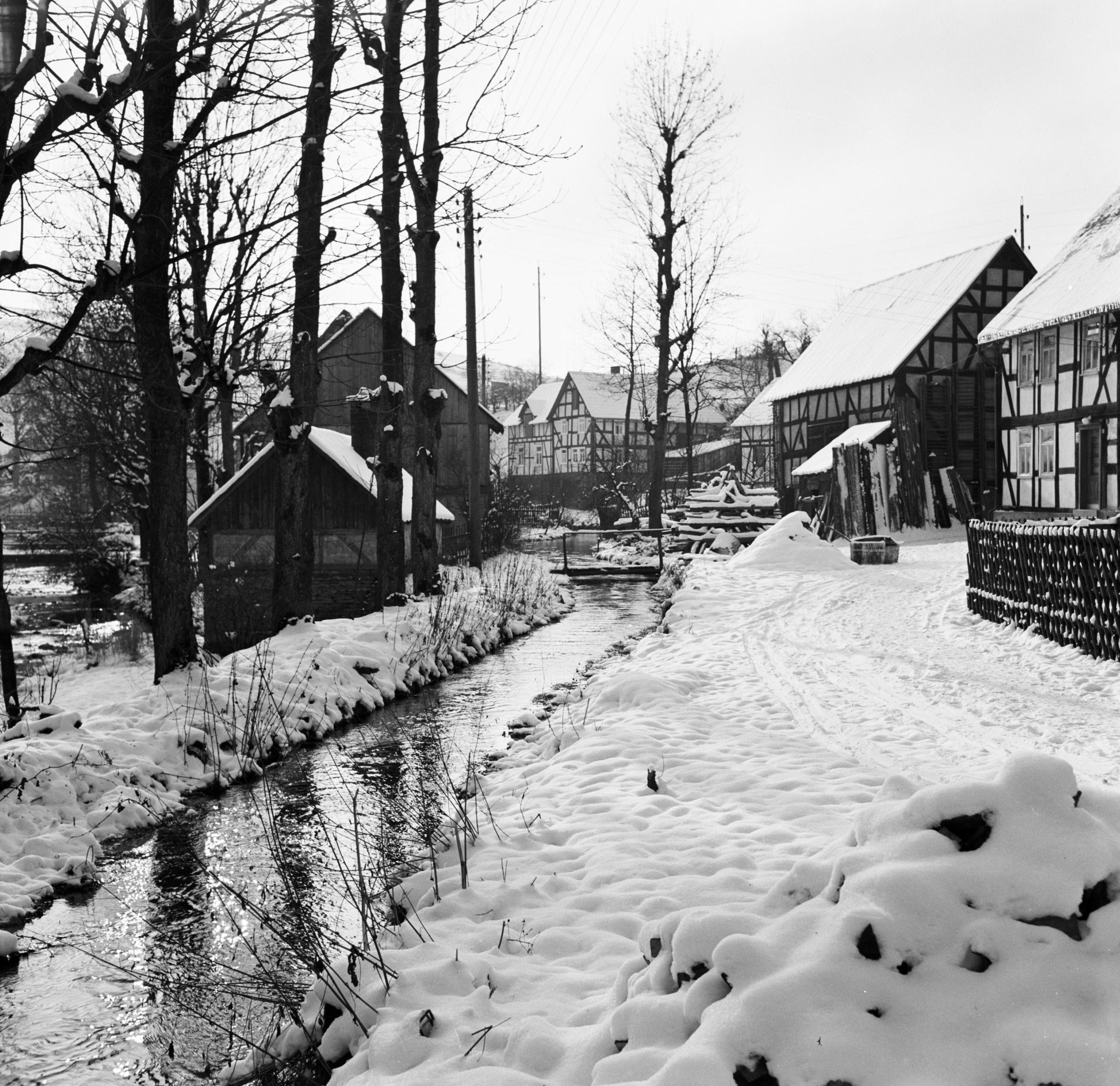
Река Одеборн
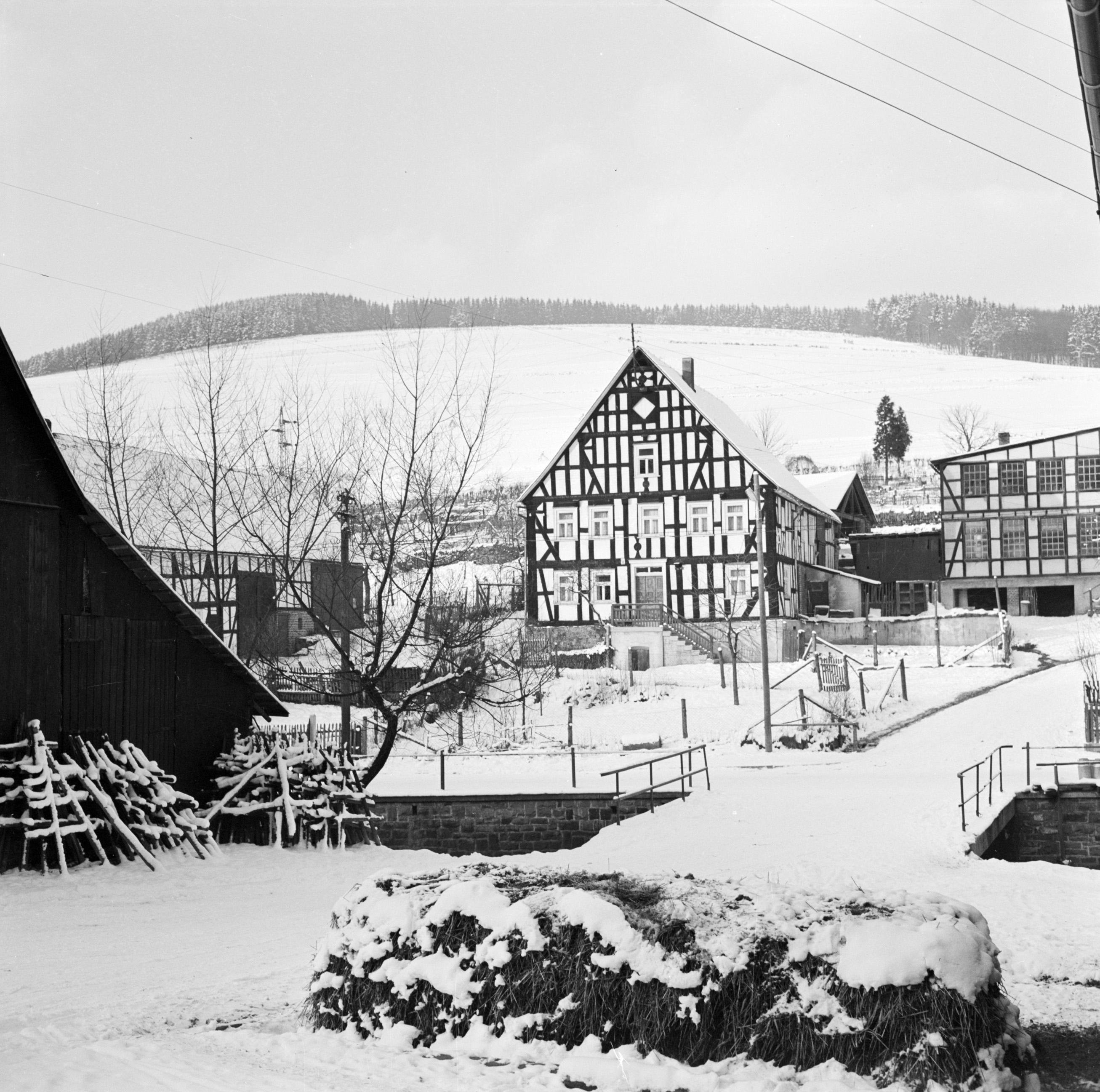
Южно-Вестфальская архитектура